# Epeolus hitei
Epeolus hitei är en biart som beskrevs av Cockerell 1908. Epeolus hitei ingår i släktet filtbin, och familjen långtungebin. Inga underarter finns listade i Catalogue of Life.